# 韓洪
韩洪（？—？），字叔明，河南东垣人，隋朝政治人物，韩擒虎的幼弟。
韩洪少年骁勇，善射，力气过人。在北周为侍伯上士，后以军功拜为大都督。杨坚为丞相，韩洪从韦孝宽在相州打败尉迟迥，加上开府，封甘棠县侯，食邑八百户。杨坚受禅，进爵为甘棠县公。不久改授骠骑将军。开皇九年（589年），平陈战争，韩洪授为行军总管。隋灭陈，晋王杨广在蒋山打猎，有猛兽在圈围中，众人都很怕。韩洪驰马射箭，猛兽应弦而倒。陈朝诸将，在旁边观看，无不叹服。杨广大喜，赐给他缣百匹。不久因功加柱国，拜蒋州刺史。几年后，转任廉州刺史。
当时突厥屡为边患，朝廷因为韩洪骁勇，检校朔州总管事。不久拜为代州总管。仁寿元年（601年），突厥达头可汗侵犯边塞，韩洪率蔚州刺史刘隆、大将军李药王抗敌。在恆安遭遇敌军，寡不敌众，韩洪四面搏战，身受重伤，将士丧气。突厥全军围攻，箭如雨下。韩洪假意和敌人讲和，围攻稍有松懈。韩洪率所领军队突围而出，死者大半，但杀了成倍的敌人。韩洪和李药王除名为民，刘隆最终获罪处死。隋炀帝北巡，抵达恆安，见到白骨满野，询问侍臣。侍臣说：“之前韩洪与敌虏战斗的地方。”隋炀帝悯然感伤，收葬骸骨，命五郡的僧人为办佛事供祭，拜韩洪为陇西太守。不久，朱崖百姓王万昌作乱，隋炀帝下诏让韩洪攻打平定了王万昌。因功加位金紫光禄大夫，依然领陇西郡。不久，王万昌弟弟王仲通再叛，又诏命韩洪讨平王仲通。军队未回，途中患病去世，时年六十三岁。